# 朱鍾鐻
交城莊僖王朱鍾鐻（1437年—1497年），明朝晉藩第二代交城王，交城榮順王朱美垸的庶长子，母张氏，明太祖之玄孙。

## 生平
正統二年（1437年），出生于山西平阳府，正統十三年（1448年）四月，明朝廷赐名鍾鐻，同年六月，朱鍾鐻获册封为镇国将军。景泰五年（1454年），朝廷冊封西城兵馬副指揮張益的女兒為朱鍾鐻夫人。同年九月，朝廷赐给朱鍾鐻年俸禄一千石，其中米鈔中半兼支。
成化十二年（1476年）九月，其父朱美垸去世。成化十五年（1479年），明宪宗委派恭順侯吳鑑等人为正使节、尚寶司司丞彭頤等人为副使节，持节册封朱鍾鐻为交城王。
弘治二年（1489年）十月，明孝宗接受朱鍾鐻的请求，赐给他《為善陰隲》、《孝順事實》、《四書集注》等典籍各一部。
弘治十年（1497年）十月，朱鍾鐻去世，时年61岁，孝宗为此辍朝一日，并赐其谥号莊僖。两年后，嫡次子朱奇淐袭封为第三代交城王。

## 家庭

### 妻妾
- 王妃张氏，生朱奇淐
- 夫人刘氏，生朱奇洢

### 子嗣
- 庶长子朱奇洸，天順三年（1459年）三月赐名，早殇。[10]
- 嫡次子交城榮惠王朱奇淐，成化五年（1469年）封輔國將軍，十七年（1481年）封鎮國將軍，后袭封为交城王。
- 庶三子镇国将军朱奇滽，追封交城荣僖王。
  - 嫡次子交城榮端王朱表杋
- 第四子朱奇漝，弘治三年（1490）正月赐名。[11]
- 第五子朱奇渚，弘治三年（1490）正月赐名。[11]
- 庶六子镇国将军朱奇洢，弘治三年十一月赐名，弘治七年（1494年）十月册封为镇国将军。朱表杋死后，管交城王府事。嘉靖十六年（1537年）十月逝世。[12][13][14]追封交城恭简王。
  - 庶长子交城端和王朱表𣐬[15]